# Onosma chlorotrichum
Onosma chlorotrichum är en strävbladig växtart som beskrevs av Pierre Edmond Boissier och Not. Onosma chlorotrichum ingår i släktet Onosma och familjen strävbladiga växter. Inga underarter finns listade i Catalogue of Life.